# Zeit für mehr
Zeit für mehr ist eine Filmdokumentation über acht Ganztagsschulen und deren Ängste, Wünsche und Hoffnungen auf dem Weg zu einer neuen Art der Schule. Regie führten die beiden Dokumentarfilmer Roman Schikorsky und Mark Poepping, produziert wurde der Film von der Berliner mmpro. film- und medienproduktion. Die Premiere fand auf der Bildungsmesse didacta am 27. Februar 2007 in Köln statt. Der Film ist mit umfangreichem Zusatzmaterial auf DVD im Beltz-Verlag erschienen.

## Handlung
Im Fokus des Dokumentarfilms stehen die Erfahrungen von acht Schulen, die sich auf dem Weg von der Halbtags- zur Ganztagsschule befinden. Die Schwierigkeiten und Hürden, die es dabei zu überwinden gilt, werden nicht ausgespart, sondern verbunden mit den Lösungen, die alle am Umsetzungsprozess Beteiligten entwickeln müssen, ins Zentrum der Betrachtung gerückt. Dabei zeigt die Dokumentation verschiedene Schulformen aus dem ganzen Bundesgebiet sowie gebundene und offene Ganztagsmodelle in unterschiedlichen Prozessstadien.

## Hintergrund
Seit 2003 unterstützt das Bundesministerium für Bildung und Forschung mit dem Investitionsprogramm „Zukunft Bildung und Betreuung“ (IZBB) die Länder beim bedarfsgerechten Auf- und Ausbau von Ganztagsschulen. In diesem Rahmen haben bisher bundesweit rund 5.800 Schulen entsprechende Maßnahmen ergriffen oder angemeldet.